# Robin Williamson

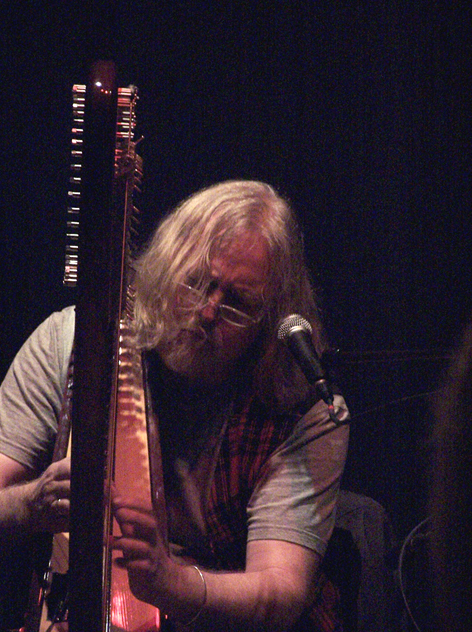
Robin Williamson

Robin Duncan Harry Williamson (Edinburgh, 24 november 1943) is een Schotse multi-instrumentalist, zanger, songwriter en verhalenverteller.
Hij werd een professionele muzikant op een leeftijd van zestien jaar en ging in de vroege zestiger jaren van de vorige eeuw naar Londen met Bert Jansch om te gaan optreden in het folk circuit. In 1965 ging hij terug naar Edinburgh en vormde een duo met Clive Palmer, gespecialiseerd in viool en banjo arrangementen van traditionele Schotse en Ierse liederen. Joe Boyd contracteerde hem bij Elektra Records in 1966, met als derde lid Mike Heron. Als huisorkest bij Clive's Incredible Folk Club in Glasgow, noemden zij zich Incredible String Band.
Tussen 1966 en 1974 heeft de Incredible String Band, gebaseerd op het duo Williamson en Heron, 13 albums gerealiseerd. 
Williamson maakte zijn solo lp, Myrrh, in 1972 toen hij nog steeds bij de Incredible String Band was. Toen de band in 1974 werd ontbonden, verhuisde hij naar Los Angeles, Verenigde Staten en ging hij zich bezighouden met het schrijven van onder andere het boek The Glory Trap.
In 1976 ging hij terug naar de muziek en vormde de The Merry Band met Sylvia Woods (Celtic harp), Jerry McMillan (viool) en Chris Caswell (fluit). Zij toerden drie jaar door de VS, Canada, en Europa, en produceerden drie albums.
Daarna ging Williamson terug naar het Verenigd Koninkrijk en begon een solotoer. Williamsons livealbum met John Renbourn, Wheel Of Fortune (1995), werd genomineerd voor een Grammy.
Hij ging daarna verder met zijn sololoopbaan en maakte een serie albums voor het bekende
ECM label.

## Solodiscografie
Zonder de Incredible String Band
- - Myrrh (1972)
- - Journey's Edge (1977) (met The Merry Band)
- - American Stonehenge (1978) (met The Merry Band)
- - A Glint At The Kindling (1979) (met The Merry Band)
- - Songs of Love & Parting (1981)
- - The Fisherman's Son And The Gruagach (1981)
- - Prince Dougie And The Swan Maiden (1982)
- - Rory Mur And The Gruagach Gaire (1982)
- - Music From The Mabinogi (1983)
- - Legacy Of The Scottish Harpers 1 (1984)
- - Selected Writings (1984)
- - Five Humorous Tales (1984)
- - The Dragon Has Two Tongues (1985)
- - Five Tales of Enchantment (1985)
- - Five Legendary Tales Of Britain (1985)
- - Five Bardic Mysteries (1985)
- - Five Tales of Prodigies and Marvels (1985)
- - Legacy Of The Scottish Harpers 2 (1986)
- - Winter's Turning (1986)
- - Songs For Children Of All Ages (1987)
- - Ten Of Songs (1988)
- - Music For The Newly Born (1990)
- - Wheel Of Fortune (1995, with John Renbourn)
- - The Island Of The Strong Door (1996)
- - Songs For The Calendarium (1996)
- - Farewell Concert At McCabe's (1997, with The Merry Band)
- - Mirrorman's Sequences (1997)
- - Celtic Harp Airs And Dance Tunes (1997)
- - Memories/Erinnerungen (1997)
- - Dream Journals (1997)
- - Gems Of Celtic Story 1 (1998)
- - Ring Dance (1998)
- - Gems Of Celtic Story 2 (1998)
- - A Job Of Journey Work (1998)
- - The Old Fangled Tone (1999)
- - Music from Macbeth (1999)
- - At The Pure Fountain (1999, met Clive Palmer)
- - The Seed-at-Zero (2000)
- - Just Like The Ivy (2000, met Clive Palmer)
- - Carmina (2001)
- - Skirting The River Road (2002)
- - Gems Of Celtic Story 3 (2002)
- - The Iron Stone (2006)

- Biblioteca Nacional de España: XX1723247
- Bibliothèque nationale de France: cb14064805v (data)
- Gemeinsame Normdatei: 13498871X
- International Standard Name Identifier: 0000 0001 1576 4650
- Library of Congress Control Number: n79119376
- MusicBrainz: b1bdc345-273f-4f58-b653-2eb6ec76ab74
- Nationale Bibliotheek van Tsjechië: js20020318002
- SNAC: w63h020r
- Virtual International Authority File: 84212210
- WorldCat: E39PCjrf3WjgBB6h49KpPg9mtX